# Esbenia
Esbenia (лат.) — род клопов из семейства древесных щитников. Эндемик Южной Африки.

## Описание
Длина тела около 1 см. От близких родов отличается следующими признаками: устье ароматической железы сильно вытянуто, никогда не бывает овальным; антеклипеус обычно выступает за пределы дистальные концы параклипеев; 1-й усиковый сегмент довольно чётко выступает за вершину головы; пронотум и верхняя часть головы никогда не бывают кроваво-красного цвета. Торакальный киль отсутствует; крылья нормальные и их костальный край не выпуклый и редко образует бугорок у основания; тело не вдавлено; брюшной шип отсутствеют; заднебоковые углы 7-го стернита никогда не выступают виде отростков. Антенны 5-члениковые. Лапки состоят из двух сегментов. Щитик треугольный и достигает середины брюшка, голени без шипов.
- Esbenia major Jensen-Haarup, 1931
- Esbenia minor Jensen-Haarup, 1931